# Großstelzendorf
Großstelzendorf ist ein Dorf, eine Ortschaft und eine Katastralgemeinde in der Marktgemeinde Göllersdorf im Bezirk Hollabrunn in Niederösterreich. Die Ortschaft hat 304 Einwohner (Stand 1. Jänner 2024). Bis Ende 1971 war Großstelzendorf eine eigenständige Gemeinde.

## Geografie
Das am Froschaubach liegende Dorf befindet sich nordwestlich von Göllersdorf an den Landesstraßen L1137 und L1105, von der im Ort die L1138 abzweigt. Im Süden führt die Weinviertler Schnellstraße vorbei und auch der Göllersbach fließt südlich des Ortes vorüber.

## Geschichte
Der Ort wurde 1195 urkundlich genannt.
Laut Adressbuch von Österreich waren im Jahr 1938 in der Ortsgemeinde Großstelzendorf ein Bäcker, ein Binder, ein Fleischer, ein Gastwirt, drei Gemischtwarenhändler, eine Mühle, zwei Schmiede, ein Schneider, drei Schuster, ein Tischler, eine Weinkellerei und einige Landwirte ansässig.
Mit 1. Jänner 1972 wurden im Rahmen der Niederösterreichischen Kommunalstrukturverbesserung die bis dahin selbständigen Gemeinden Bergau, Eitzersthal, Großstelzendorf, Obergrub, Porrau, Untergrub, Viendorf und Wischathal nach Göllersdorf eingemeindet.

## Verbauung
Das Straßendorf hat eine platzartige Ausweitung vor der Pfarrkirche. Es gibt Haken-, Zwerch- und Dreiseithöfe als sogenannte Gassenfronthäuser. Am Kirchplatz besteht in der Entsprechung eines ehemaligen Marktplatzes eine zweigeschoßige Verbauung mit mehreren späthistoristischen Fassaden.

## Kultur und Sehenswürdigkeiten
- Katholische Pfarrkirche hl. Andreas
- Tabernakelpfeiler
- mehrere Bildstöcke